# Yu Delu
Yu Delu (chinesisch 于德陆, Pinyin Yú Délù; * 11. Oktober 1987 in der Provinz Shanxi) ist ein chinesischer Snookerspieler. Ab 2011 gehörte er der Profitour an. Er erreichte bei zwei Profiturnieren das Halbfinale und stieg bis auf Platz 43 der Weltrangliste. 2018 wurde er der Spielmanipulation in mehreren Fällen überführt und für mehr als 10 Jahre gesperrt.

## Karriere

### Anfänge
Bereits in der Jugend machte Yu Delu auf sich aufmerksam. Nach einigen nationalen Erfolgen 2005, bekam er eine der acht Wildcards für die China Open. Bei seinem ersten internationalen Profiturnier besiegte er den Engländer Andrew Norman und zog in die Hauptrunde ein. Dort unterlag er Graeme Dott. Auch in den kommenden fünf Jahren war er bei dem Turnier in der Wildcard-Runde vertreten. 2007 gegen Joe Jogia und 2009 gegen Rod Lawler konnte er den Einzug ins Hauptturnier wiederholen, aber Ali Carter und erneut Graeme Dott verhinderten jeweils ein Weiterkommen.
Auch bei den 2007 eingeführten Shanghai Masters gehörte er drei Jahre in Folge zu den Wildcard-Spielern und konnte 2007 den Engländer Mike Dunn besiegen, bevor er seinem Landsmann Ding Junhui unterlag. Beim Wuxi Classic gehörte er zweimal zu den vier eingeladenen chinesischen Spielern, 2010 verlor er dabei nur knapp gegen Ryan Day, 2011 besiegte er Matthew Stevens, bevor Ali Carter ihn schlug.
Zu den Erfolgen neben der Main Tour gehörten das Viertelfinale bei der IBSF-U-21-WM 2007, Silber und Gold bei den Ostasienspielen 2009 (im regulären bzw. im Six-Red-Snooker) und der Sieg bei der 6-Red-Asienmeisterschaft 2011.

### Profijahre
Trotz dieser Leistungen gelang es Yu Delu nicht, sich regulär für die Snooker Main Tour zu qualifizieren. 2011 bekam er aber eine der vier Tour-Wildcards der WPBSA. Gleich bei der Qualifikation für das erste Ranglistenturnier der Saison, die Australian Goldfields Open 2011, gelangen ihm drei Siege unter anderem über Joe Swail und Joe Jogia. Bei der Qualifikation für die German Masters 2012 besiegte er unter anderem den Top-20-Spieler Jamie Cope und erreichte die Endrunde des Turniers, wo er zunächst die Wildcardrunde überstand und in der ersten Runde auch Ding Junhui schlug und somit ins Achtelfinale einzog. Auch bei der Players Tour Championship war er sehr erfolgreich und erreichte beim zweiten und vierten Turnier jeweils das Viertelfinale mit Siegen über mehrere Top-50-Spieler. Bei den letzten drei Turnieren inklusive der Weltmeisterschaft erreichte er jeweils die vierte Qualifikationsrunde. Die Saison beendete er auf Platz 58 der Weltrangliste.
In der Saison 2012/13 konnte er die Erfolge nicht ganz wiederholen, er sammelte aber weiterhin Punkte und stieß zeitweise bis auf Platz 46 vor. Eine knappe 9:10-Niederlage gegen Mark King bei der Snookerweltmeisterschaft 2013 in der letzten Qualifikationsrunde verhinderte seinen ersten Einzug ins Crucible Theatre. Im Jahr darauf überzeugte er zunächst nur beim Shanghai Masters, wo er das Hauptturnier erreichte und knapp 4:5 gegen Shaun Murphy verlor. Dann erreichte er aber beim PTC-Turnier in Dongguan erstmals ein Halbfinale. Im PTC-Finale besiegte er danach Liang Wenbo und Ronnie O’Sullivan und verlor erst im Viertelfinale gegen den späteren Sieger Barry Hawkins. Anschließend erreichte er bei den China Open noch das Achtelfinale.
Die Saison 2014/15 verlief dann wieder wenig erfolgreich. Bestes Ergebnis war das Viertelfinale bei den Yixing Open 2014, die zur Players Tour Championship gehörten. Bei der Weltmeisterschaft 2014 scheiterte er zum dritten Mal in der Runde der letzten 48. In der Folgesaison besiegte er bei der International Championship 2015 den amtierenden Weltmeister Stuart Bingham in Runde 2, bevor er ausschied. Weiter kam er nur bei den Welsh Open, wo ihn erst O’Sullivan im Achtelfinale stoppte. Sonst kam er aber bei keinem Turnier über die zweite Runde hinaus, wodurch er in der Weltrangliste an Boden verlor. Als 63. schaffte er gerade noch die Main-Tour-Qualifikation für das folgende Jahr.

#### Saison 2016/17
Die Saison 2016/17 begann für Yu mit einer 1:4-Niederlage gegen Sean O’Sullivan in der Qualifikation für die Riga Masters und auch bei den Indian Open verlor er in der Qualifikation, diesmal mit 2:4 gegen Duane Jones. Seinen ersten Saisonsieg fuhr er bei den World Open ein, wo er Ian Preece mit 5:3 besiegte und anschließend sich vom Turnier zurückzog. Beim Paul Hunter Classic verlor er in Runde 1 gegen Michael White und in der Qualifikation für die Shanghai Masters unterlag er Ian Preece mit 3:5. Bei den European Masters kam er kampflos durch die Qualifikation, da Ding Junhui aufgag. Im weiteren Turnierverlauf besiegte er Zhao Xintong, ehe er gegen Alfie Burden verlor. Bei den English Open verlor er mit 1:4 gegen Rod Lawler und in der Qualifikation für den International Championship unterlag er Ross Muir mit 1:6. Bei den Northern Ireland Open besiegte er Ding Junhui mit 4:2, verlor aber anschließend mit 1:4 gegen Robbie Williams. Beim UK Championship verlor er nach einem 6:3-Sieg über Nigel Bond und einem 6:4-Sieg über den damals amtierenden Weltmeister Stuart Bingham mit 1:6 gegen Luca Brecel. Noch weiter kam er bei den Scottish Open: Er besiegte Josh Boileau, Mark Joyce, Daniel Wells und Sean O’Sullivan mit jeweils 4:3 und Liang Wenbo mit 5:4, bevor er im Halbfinale von Marco Fu mit 1:6 besiegt wurde. Beim German Masters in Berlin besiegte er Peter Lines mit 1:5, verlor aber in der letzten Qualifikationsrunde mit 3:5 gegen Stuart Bingham. Durch seine Erfolge konnte er sich, wenn auch knapp, für den World Grand Prix qualifizieren, wo er in der ersten Runde mit 2:4 gegen Ding Junhui verlor. Bei den Welsh Open verlor er in der ersten Runde mit 0:4 gegen Robert Milkins. Die Hauptrunde der China Open erreichte er durch einen 5:0-Sieg über Hammad Miah, verlor aber anschließend mit 3:5 gegen Michael White. Die Hauptrunde der Snookerweltmeisterschaft verpasste er nach einem 10:-Sieg über Itaro Santos und einem 10:7 gegen Robbie Williams durch eine 7:10-Niederlage gegen Martin Gould knapp. Delu beendete die Saison als fünftbester chinesischer Spieler auf Weltranglistenplatz 47.

#### Saison 2017/18
Die nächste Saison begann für Yu mit einer 3:5-Niederlage in der Qualifikation für den China Championship gegen Cao Yupeng. Beim Paul Hunter Classic besiegte er Stuart Bingham mit 4:0, ehe er mit 3:4 gegen Craig Steadman verlor. Bei den Indian Open besiegte er Ian Burns mit 4:2 in der Qualifikation und Robert Milkins mit 4:3, ehe er mit 3:4 gegen Liam Highfield ausschied. Die Hauptrunde der World Open erreichte er durch ein 5:2 gegen Zhang Yong, doch er verlor mit 4:5 gegen Joe Perry. Bei den European Masters verlor er in der Qualifikation mit 1:4 gegen Michael Georgiou, bei den English Open verlor er in der ersten Runde mit 3:4 gegen Mark Joyce. Die Hauptrunde des International Championship erreichte er dank einem 6:2-Sieg über Lü Haotian, er verlor aber in der ersten Runde mit 4:6 gegen Mark Williams. Dagegen verlief die Hauptrunde der Shanghai Masters – in der Qualifikation hatte er Sean O’Sullivan geschlagen – besser: Er besiegte Ryan Day mit 5:4 und verlor in der Runde der letzten 32 mit 3:5 gegen Kurt Maflin. Die Northern Ireland Open endeten für ihn in der zweiten Runde durch eine 3:4-Niederlage gegen Noppon Saengkham, nachdem er Craig Steadman in der ersten Runde mit 4:1 besiegt hatte. Beim UK Championship besiegte er Ian Preece in der ersten Runde und verlor in der zweiten mit 4:6 gegen Kyren Wilson. Auch bei den Scottish Open erreichte er – nach einem 4:2 gegen Lee Walker – die zweite Runde, wo er mit 2:4 gegen Zhou Yuelong verlor. Die Qualifikationsspiele für die German Masters gewann er mit 5:0 gegen Jamie Rhys Clarke und mit 5:2 gegen Jimmy White, er schied aber im Hauptturnier mit 4:5 gegen Joe Perry aus. Bei den Welsh Open erzielte er mit dem Einzug ins Viertelfinale sein bestes Saisonergebnis: Er besiegte Billy Joe Castle und Oliver Lines mit 4:2, Ben Woollaston mit 4:0 und Liang Wenbo mit 4:1 und verlor schließlich mit 2:5 gegen Gary Wilson. Bei den Gibraltar Open verlor er nach Siegen über Louis Heathcote, Thor Chuan Leong (beide mit 4:1) und Jamie Cope (4:2) ins Achtelfinale ein, wo er mit 1:4 gegen den späteren Finalisten Cao Yupeng verlor. Die China Open verpasste er durch eine 5:6-Niederlage in der Qualifikation gegen Duane Jones. Nach einem 10:8-Sieg über Sean O’Sullivan in der ersten Qualifikationsrunde der Snookerweltmeisterschaft verlor er gegen den späteren Achtelfinalisten Jamie Jones mit 7:10. Er beendete die Saison auf Weltranglistenplatz 43.

### Sperre
Im Mai 2018 wurde er beschuldigt, in mehreren Fällen Spiele manipuliert zu haben, und er wurde vorläufig vom Spielbetrieb ausgeschlossen. Es wurde festgestellt, dass er von 2015 bis 2017 bei fünf Partien Einfluss auf den Ausgang oder das Ergebnis genommen hatte. Yu Delu wurde schließlich vom Weltverband World Professional Billiards & Snooker Association am 1. Dezember 2018 bis zum 24. Februar 2029 gesperrt. Dies lag nur wenig unter der Höchstsperre von 12 Jahren, weil er bei der Aufklärung nicht kooperiert und erst am Ende seine Verfehlungen eingestanden hatte.